# سیارک ۲۹۲۰

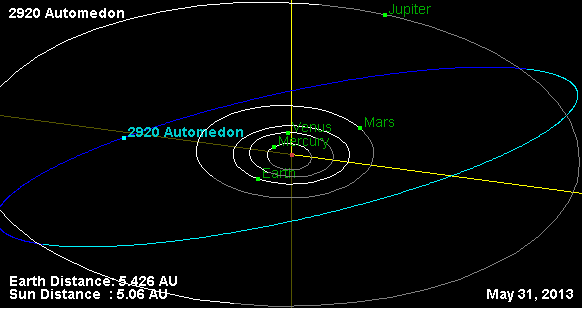
نمایی از محل قرارگیری سیارک ۲۹۲۰ در مدار - ۲۰۱۳

سیارک ۲۹۲۰ (به انگلیسی: 2920 Automedon، نامگذاری:1981JR) دو هزار و نهصد و بیستمین سیارک کشف شده‌است که در ۳ مه ۱۹۸۱ کشف شد.
قدر مطلق سیارک برابر ۸٫۸۰ است.